# Музична енциклопедія (СРСР)
Музична енциклопедія (рос. Музыкальная энциклопедия) (1973—1981);— найповніша музична енциклопедія, яку опублікували в СРСР видавництва «Советская энциклопедия» і «Советский композитор».
Енциклопедію видано в 6-ти томах:
- Т. 1. А — Гонг. 1973.
- Т. 2. Гондольера — Корсов. 1974.
- Т. 3. Корто — Октоль. 1976.
- Т. 4. Окупов — Симович. 1978.
- Т. 5. Симон — Хейлер. 1981.
- Т. 6. Хейнце — Яшугин. 1982.

Головний редактор — Ю. В. Келдиш. У 2006 році енциклопедію видало на CD видавництво «ДиректМедиа». ISBN 5948651525.